# Hexathele cantuaria
Espèce
Hexathele cantuaria est une espèce d'araignées mygalomorphes de la famille des Hexathelidae.

## Distribution
Cette espèce est endémique de Nouvelle-Zélande.

## Publication originale
- Forster, 1968 : The spiders of New Zealand. Part II. Ctenizidae, Dipluridae. Otago Museum Bulletin, vol. 2, p. 1-72 & 126-180.